# Aphis indigoferae
Aphis indigoferae är en insektsart. Aphis indigoferae ingår i släktet Aphis och familjen långrörsbladlöss. Inga underarter finns listade i Catalogue of Life.